# David van Rooyen
David Douglas (Des) van Rooyen (20 november 1968) is een Zuid-Afrikaanse politicus voor het Afrikaans Nationaal Congres (ANC).
Op 10 december 2015 werd hij door toenmalig president Jacob Zuma aangesteld als minister van Financiën in de Zuid-Afrikaanse regering (het kabinet-Zuma II). Hij volgde in deze functie Nhlanhla Nene op. Na Van Rooyens aanstelling daalde de koers van de Rand echter sterk en daarom werd hij al na vier dagen vervangen door Pravin Gordhan, die eerder al minister van Financiën was geweest tussen 2009 en 2014. Van Rooyen werd vervolgens aangesteld als minister van Overheidscoöperatie en Traditionele Zaken. Na het aantreden van president Cyril Ramaphosa in februari 2018 kwam aan Van Rooyens ministerschap een einde.